# Caio Junqueira
Caio Junqueira, né à Rio de Janeiro le 20 novembre 1976 et mort à Rio de Janeiro le 23 janvier 2019 est un acteur brésilien.

## Filmographie

### À la télévision
- 1985 : Tamanho Família : Apinajé
- 1990 : Desejo : Quindinho
- 1990 : Barriga de Aluguel : Tatau
- 1992-1999 : Você Decide : Carlinhos
- 1994 : Confissões de Adolescente : Kill (Zé Roberto)
- 1994 : A Viagem : Pedro Bala
- 1995 : Engraçadinha : Leleco
- 1996 : A Vida Como Ela É
- 1997 : Malhação : Flávio
- 1998 : Malhação : Puruca
- 1998 : Hilda Furacão : Demétrio
- 1999 : Chiquinha Gonzaga : João Gualberto Gonzaga do Amaral
- 2000 : Aquarela do Brasil : Paulo
- 2000 : Brava Gente : Adroaldo
- 2001 : Le Clone : Pedrinho
- 2001 : Um Anjo Caiu do Céu : Adolfinho
- 2002 : O Quinto dos Infernos : Diogo
- 2003 : Sexo Frágil : Ricardinha
- 2004 : A Escrava Isaura : Geraldo
- 2004 : Um Só Coração : Oswald 'Nonê' de Andrade fils
- 2007 : Paraíso Tropical : Romeu
- 2008 : Desejo Proibido : Gaspar
- 2009 : A Lei e o Crime : Homero Dias
- 2010 : Ribeirão do Tempo : João Carlos Pelago (Joca)
- 2016 : 1 Contra Todos : Jonas Cerqueira

### Au cinéma
- 1997 : For All - O Trampolim da Vitória : Miguel
- 1997 : O Que É Isso, Companheiro? : Julio
- 1998 : Central do Brasil : Moisés
- 1999 : Gêmeas
- 2000 : Quase Nada : Ernane
- 2001 : Avril brisé : Inácio
- 2002 : Seja o que Deus Quiser! : Nando
- 2002 : Viva Sapato! : Jobson
- 2003 : Apolônio Brasil, Campeão da Alegria : Apolônio Brasil jeune
- 2006 : Zuzu Angel : Alberto
- 2007 : Tropa de Elite : Neto Gouveia
- 2014 : Rio, I Love You (Rio, Eu Te Amo), film à sketches brésilien, segment « Inútil Paisagem » de José Padilha :